# Ribu
Một ribu là một ngọn núi đạt đến sự nổi bật về địa hình ít nhất là 1.000 mét (3.281 ft). "Ribu" là một từ tiếng Indonesia có nghĩa là "ngàn".
Ở Indonesia và Malaysia, ba loại ribu được biết đến theo chiều cao tuyệt đối của đỉnh. Danh mục "Sangat Tinggi" (tiếng Indonesia có nghĩa là "rất cao") dành cho các đỉnh cao hơn 3000 mét, "Tinggi Sedang" (tiếng Indonesia có nghĩa là "chiều cao trung bình") cho các đỉnh từ 2000 đến 3000 mét và "Kurang Tinggi" (tiếng Indonesia là "Ít cao hơn") đối với các đỉnh có độ cao từ 1000 đến 2000 mét. Hiện tại, tổng cộng 270 Ribu được biết đến trên toàn quần đảo Indonesia, bao gồm cả những ngọn núi ở Malaysia và Đông Timor. Một số là những núi có thể đi bộ phổ biến, chẳng hạn như Núi Rinigate, Núi Semeru và Núi Kerinci, trong khi những ngọn núi khác thì mơ hồ hơn nhiều, và một số thậm chí không có tên chính thức.
Một số ngọn núi nổi tiếng của Indonesia, như Núi Bromo và Tangkuban Perahu, không phải là ribu vì chúng được kết nối với các đỉnh cao hơn bằng những con đèo cao và do đó không đạt được sự nổi bật về địa hình. Tuy nhiên, một loại danh mục con của spesial  (tiếng Indonesia để chỉ các đỉnh "đặc biệt") bao gồm các đỉnh được coi là có lợi ích du lịch quan trọng đến mức chúng đáng được đưa vào, mặc dù chủ quan, trong một danh sách thứ cấp. Hiện tại, trang web của Gunung Bagging đếm được 115 spesials Indonesia.
Danh sách các ribu của Indonesia được biên soạn bởi Andy Dean và Daniel Patrick Quinn. Kể từ tháng 10 năm 2018, không ai được biết là đã hoàn thành danh sách.
Mặc dù thuật ngữ "ribu" cũng đã được sử dụng để mô tả "những ngọn núi vượt quá 1000 mét" nằm bên ngoài Indonesia, nhưng danh mục "spesial" chỉ được thừa nhận ở tại Indonesia.